# Alexander Grün
Alexander Grün (* 2000 in Oberhausen) ist ein deutscher Organist, Kirchenmusiker und Glockensachverständiger.

## Leben und Wirken
Alexander Grün studierte Kirchenmusik (Master/A-Examen) und Konzertfach Orgel (Master) an der Hochschule für Musik und Tanz Köln bei Thierry Mechler (Orgel, Klavier und Orgelimprovisation) und Otto Maria Krämer (Liturgisches Orgelspiel/Orgelimprovisation). Anschließend studierte er Orgel (Master specialisé) am Conservatoire royal de Bruxelles bei Benoît Mernier. Das Examen legte er mit höchster Auszeichnung „avec la plus grande distinction“ ab.
Privatunterricht im Fach Orgelimprovisation bei Wolfgang Seifen und die Teilnahme an Meisterkursen namhafter Organisten ergänzen seine Ausbildung.
Bereits während seiner Studienzeit wirkte er als Zweiter Basilikaorganist an der Päpstlichen Marienbasilika in Kevelaer sowie als Organist an St. Ursula Köln und an St. Agnes Köln.
Konzerte im In- und Ausland führten Grün an bedeutende Kirchen wie die päpstlichen Basiliken in Rom und internationale Konzerthäuser, u. a. die Philharmonie Essen.
Im Jahr 2024 legte er die Prüfung zum amtlich geprüften Glockensachverständigen beim Beratungsausschuss für das Deutsche Glockenwesen ab.
Seit Juli 2024 ist Alexander Grün als Regional- und Basilikakantor in der Region Rheinhessen mit Dienstsitz an St. Martin in Bingen am Rhein tätig.
Im Juli 2025 wurde seine Ernennung zum Regionalkantor in Rheinhessen mit Dienstsitz an St. Stephan Mainz und Nieder-Olm und die zukünftige Aufgabe als Koordinator der Abteilung Orgeln und Glocken des Dezernates Bau und Kunst im Bischöflichen Ordinariat Mainz bekanntgegeben.

## Preise
- 2017: Erster Preis: Landeswettbewerb NRW Jugend komponiert[5]
- 2021: Zweiter Preis: Kölner Wettbewerb für Orgelimprovisation[6]
- 2022: Erster Preis: Prix international d’orgue Boëllmann-Gigout Strasbourg (Frankreich) – Premier Prix d’improvisation[7]

## Kompositionen
- „Tag der Schöpfung, Tag des Wortes“ – Chorheft: „Du bringst meine Seele zum Leuchten“ – Neue ökumenische Sonntagslieder (Abschlusspublikation des ökumenischen Liedwettbewerbs „1700 Jahre Sonntag“)[8]